# Karl Tümpel
Karl Tümpel (* 10. August 1855 in Gotha; † 20. Februar 1940 in Neustettin) war ein deutscher Gymnasiallehrer, Klassischer Philologe und Historiker. Er forschte und veröffentlichte zur Geschichte der Stadt Neustettin in Pommern.

## Leben
Karl Tümpel, der Sohn des Gutsbesitzers und Ökonomen Karl Tümpel († 1885), besuchte von 1865 bis 1874 das Gymnasium Ernestinum in seiner Heimatstadt Gotha. Anschließend studierte er Klassische Philologie, Germanistik und Geschichte an der Universität Göttingen, wo er dem Corps Verdensia beitrat. Zu Ostern 1875 wechselte er an die Universität Leipzig, zum Wintersemester 1876/77 für zwei Semester an die Universität München. Nach seiner Rückkehr an die Universität Leipzig wurde er am 9. April 1880 mit einer Dissertation über Ares und Aphrodite zum Dr. phil. promoviert. Von seinen akademischen Lehrern hob er besonders die Archäologen Heinrich Brunn (München) und Johannes Overbeck (Leipzig) hervor.
Nach dem Studium trat Tümpel in den Schuldienst ein. Die Staatsprüfung bestand er am 4. Februar 1881 mit der Lehrberechtigung in den Fächern Deutsch und Griechisch für alle Klassen, aber unter der „Voraussetzung gründlicher Weiterstudien“. Das Probejahr absolvierte er vom 1. April 1881 bis 31. März 1882 am Gymnasium in Pyritz. Zum 1. April 1882 wechselte er zur Vertretung einer Oberlehrerstelle an das Fürstin-Hedwig-Gymnasium in Neustettin und wurde dort zum 1. Mai 1882 als ordentlicher Lehrer fest angestellt. Zwei Tage darauf, am 3. Mai, bestand er die Ergänzungsprüfung im Fach Latein für alle Klassen. Er blieb während seiner gesamten Laufbahn an diesem Gymnasium. Am 1. Juli 1897 wurde er zum Oberlehrer ernannt. Am 3. Juli 1900 erhielt er den Charakter Professor, am 8. Oktober desselben Jahres wurde er in den Rang der Räte IV. Klasse erhoben. 1910 erhielt er den Roten Adlerorden IV. Klasse. 1921 trat er mit 66 Jahren in den Ruhestand.
In Neustettin engagierte sich Tümpel als Kirchenältester in der evangelischen Kirchengemeinde und vor allem als Stadtverordneter. Zeitweise war er  Stadtverordnetenvorsteher. Er forschte zur Geschichte der Stadt und veröffentlichte zahlreiche Schriften dazu. Unter anderem schrieb er im Auftrag des Magistrats zu ihrer Sechshundertjahrfeier im Jahre 1910 die Stadtgeschichte Neustettin in sechs Jahrhunderten. Die Stadt Neustettin ehrte ihn mit der Ehrenbürgerwürde und benannte eine Straße nach ihm.
Ein weiterer Forschungsschwerpunkt Tümpels war die griechische Mythologie. Er verfasste zahlreiche Artikel über mythische Gestalten für Paulys Realencyclopädie der classischen Altertumswissenschaft und Wilhelm Heinrich Roschers Ausführliches Lexikon der griechischen und römischen Mythologie.

## Schriften
- Ares und Aphrodite. Eine Untersuchung über Ursprung und Bedeutung ihrer Verbindung. Theil 1. Leipzig 1880 (Digitalisat).
- Gründung von Schloß und Stadt Neustettin 1310. Neustettin 1906.
- Neustettin in 6 Jahrhunderten, nach den archivalischen und anderen Quellen im Auftrage des Magistrats. F. A. Eckstein, Neustettin 1910. (Digitalisat in der Digitalen Bibliothek Mecklenburg-Vorpommern)
- Neustettin um 1600 und 1780. Neustettin 1925.
- Friedrichs des Grossen Vilmseesenkung bei Neustettin. In: Baltische Studien. Band 27 NF. 1925, S. 227–255.
- Neustettins Schlossinsel-Residenzen. Kritische Seitenblicke. Norddeutsche Presse, Neustettin um 1926.
- Wokenius der Vater der Neustettiner Geschichtsschreibung und Woike's Neustettinisches Chronicon 1720. In: Neustettiner Heimatkalender. 1928. Neudruck: Norddeutsche Presse, Neustettin 1938.